# Olof Ljungström

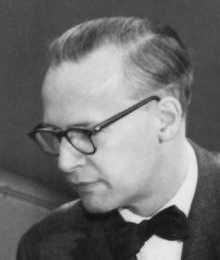
Olle Ljungström 1961

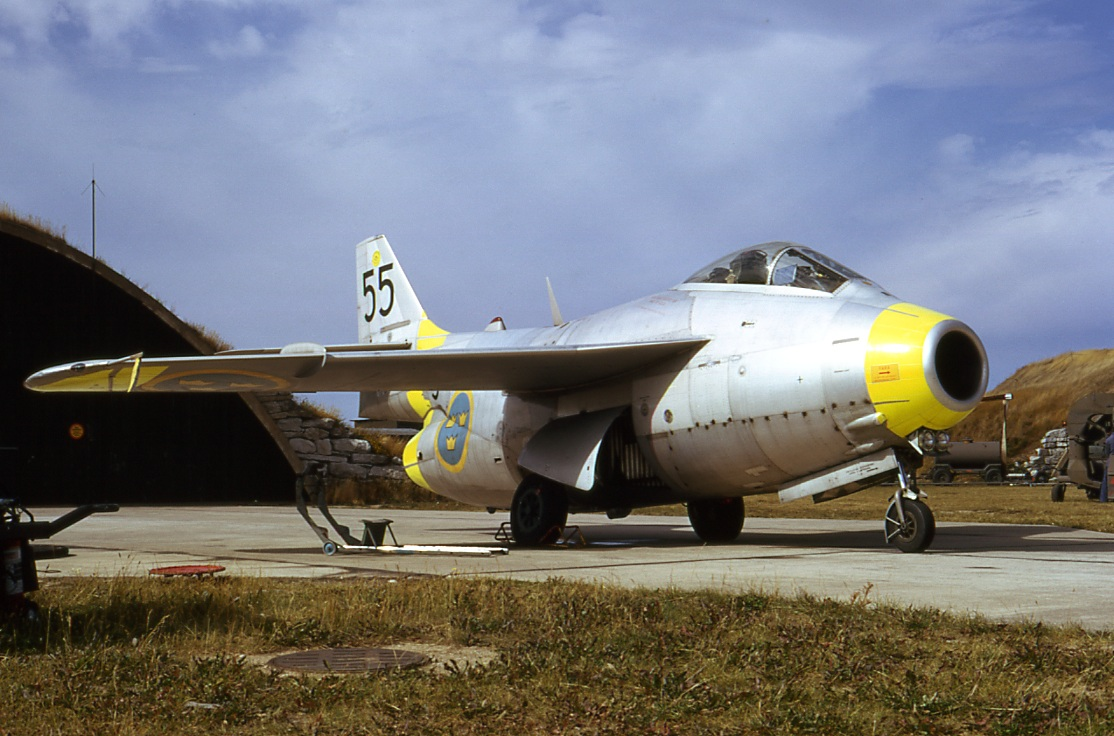
Saab 29 Tunnan

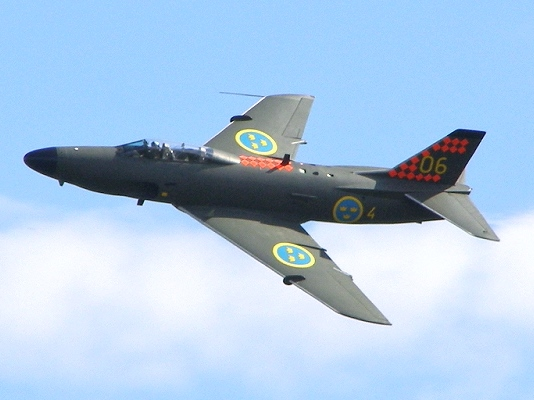
Saab 32 Lansen

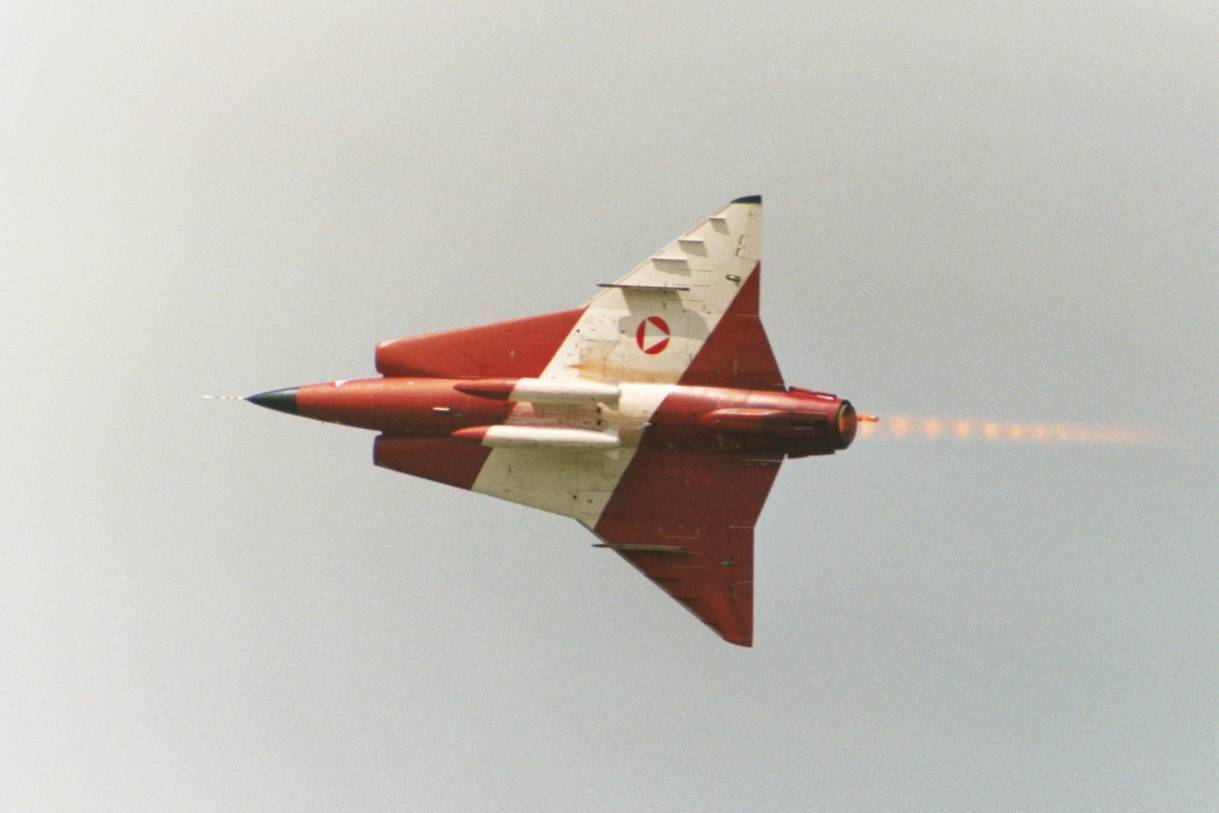
Saab 35 Draken

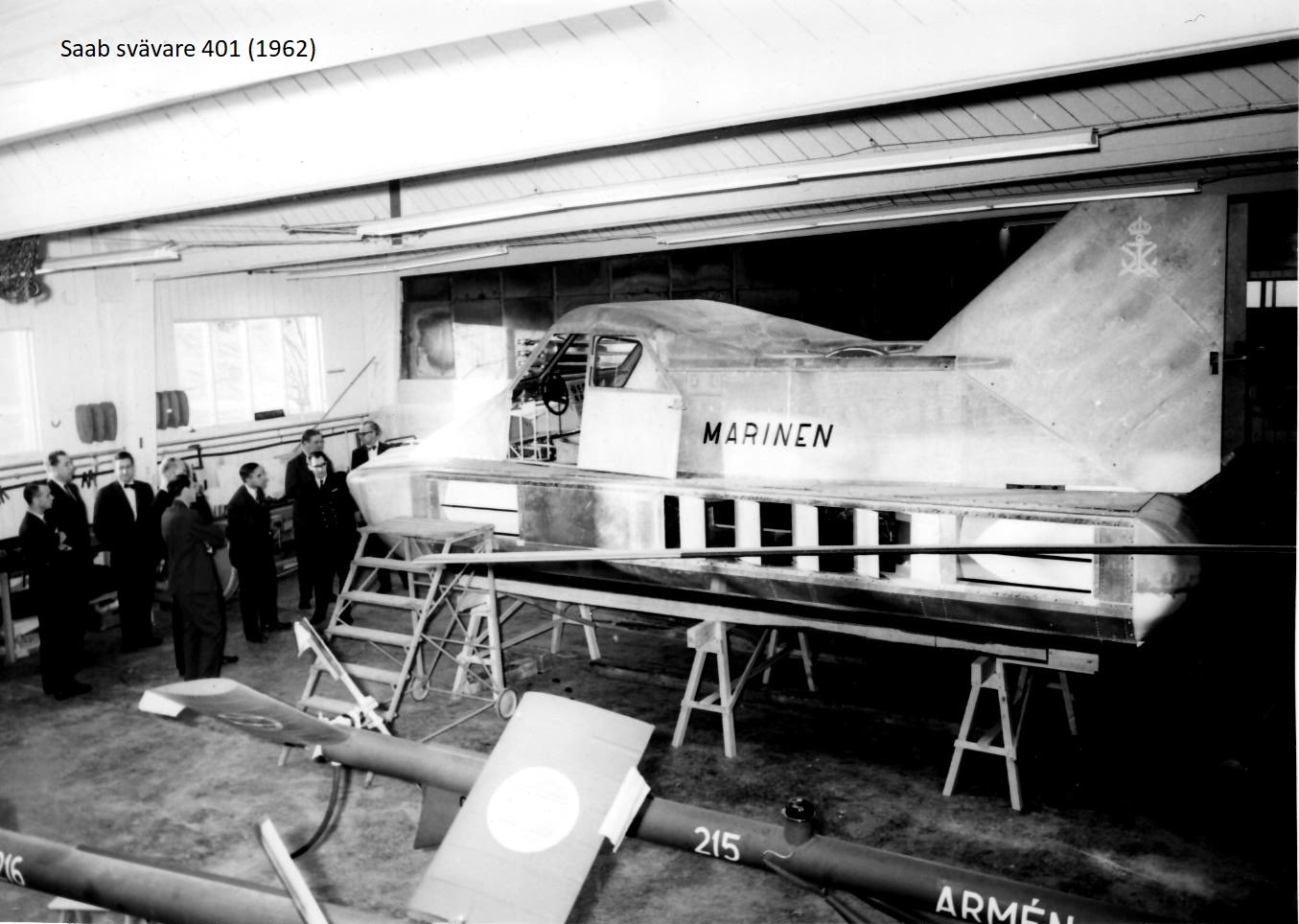
Saab 401 Luftkissenfahrzeug

Gustaf Olof „Olle“ Ljungström (geboren 1918; gestorben 2013) war ein schwedischer Luftfahrtingenieur und Aerodynamik-Experte. Er war der Sohn von Fredrik Ljungström (schwedischer Ingenieur, Konstrukteur und Industrieller) und Signe, Söderberg, geboren.

## Biografie

### KTH
Er studierte an der KTH Königlichen Technischen Hochschule in Stockholm als Master of Science in Aerodynamik. Und leistete zwischen 1939 und 1940 Militärdienst bei der Schwedische Luftwaffe. 1973 wurde er Doktor der Philosophie in Transport- und Luftfahrttechnik an der KTH.

### Familienunternehmen
Olof Ljungström arbeitete als Ingenieur in einem Familienunternehmen, insbesondere mit Ölschiefergewinnung. Seines Vaters Gesellschaft STAL war in den 1950er Jahren als Strahlmotorlieferant für Saabs Flugzeuge gedacht.

### Saab
Ljungström war von 1942 bis 1970 bei Saab AB unter Erik Bratt och Tore Gullstrand angestellt. Als technischer Ingenieur arbeitete er an der Entwicklung von Flugzeugen wie Saab 29 Tunnan und Saab 35 Draken. Zusammen mit Einar Bergström war er auch eine treibende Kraft in dem Team, das in den 1960er Jahren das Luftkissenfahrzeug Saab 401 für die Schwedische Marine entwickelte.

### Stanford und Caltech
Er war Gastprofessor an der Stanford University (1966–1967) und 1968 California Institute of Technology.

### Windkraft
Darüber hinaus war Ljungström ein internationaler Pionier in der Windkraft. Er initiierte 1974 das Regierungsprojekt Windkraft in Schweden beim STU Styrelsen för teknisk utveckling (ehemaliges staatliches Entwicklungsinstitut).

### Autor
Ljungström hat als technischer Autor und Herausgeber in Teknisk Tidskrift (war eine Zeitschrift für Technologie und Technik) mitgewirkt. Nachdem er eng mit seinem Vater zusammengearbeitet hatte, schrieb er 1999 eine Biographie über ihn: „Fredrik Ljungström 1875–1964 – Erfinder und Inspirator“.

## Bibliographie
- Olle Ljungström: Fredrik Ljungström 1875–1964: uppfinnare och inspiratör : en familjär biografi

## Auszeichnungen
- Ehrenmitglied der Flygtekniska Föreningen (der schwedischen DGLR)